# Uperoleia littlejohni
Espèce
Statut de conservation UICN

 LC  : Préoccupation mineure
Uperoleia littlejohni est une espèce d'amphibiens de la famille des Myobatrachidae.

## Répartition
Cette espèce est endémique du Nord-Est du Queensland,.

## Étymologie
Cette espèce est nommée en l'honneur de Murray John Littlejohn (1932-).

## Publication originale
- Davies, McDonald & Corben, 1986 : The genus Uperoleia (Anura: Leptodactylidae) in Queensland, Australia. Proceedings of the Royal Society of Victoria, vol. 98, p. 147-188.